# Семенюк, Александр Сергеевич

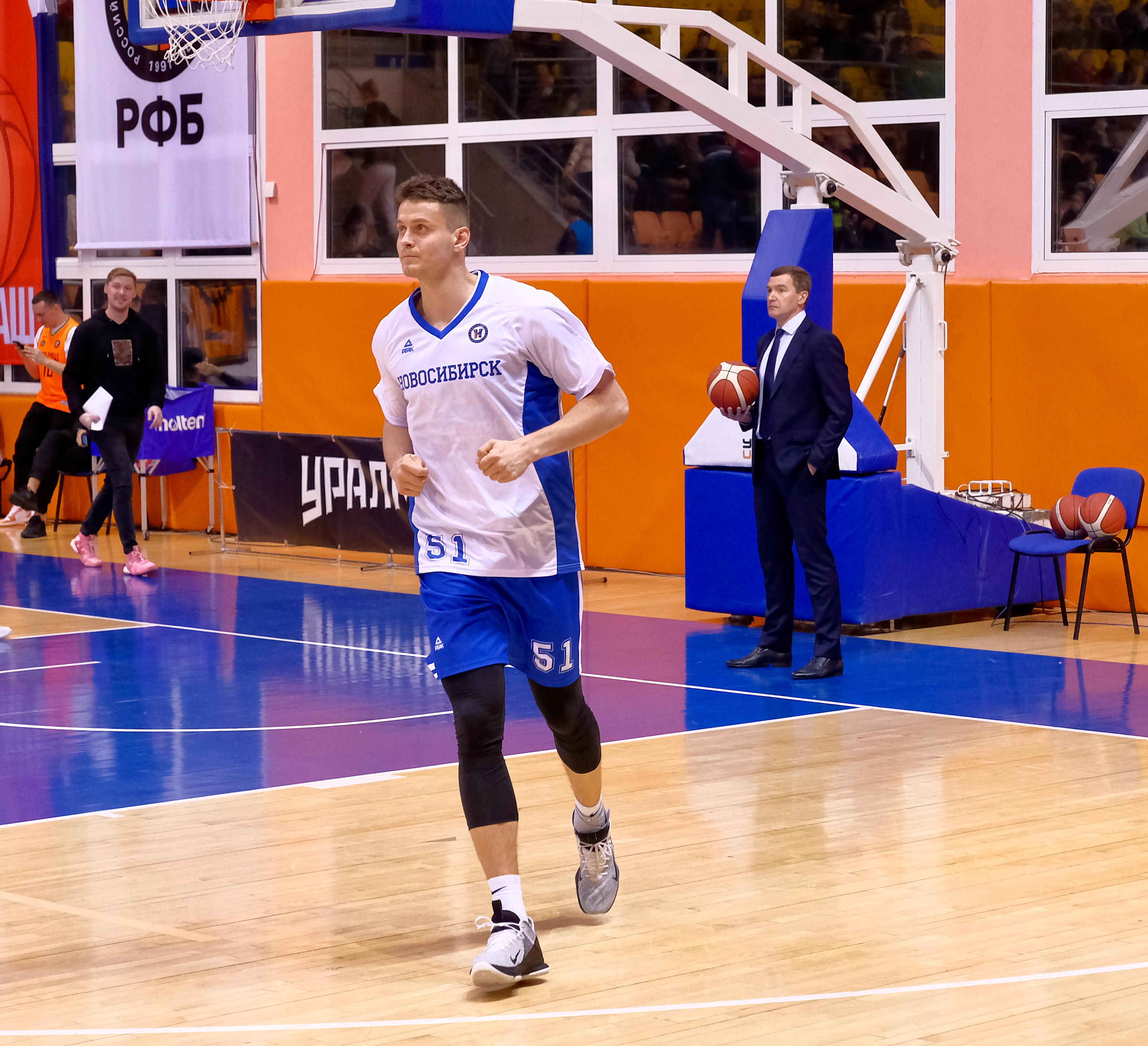
В составе Новосибирска

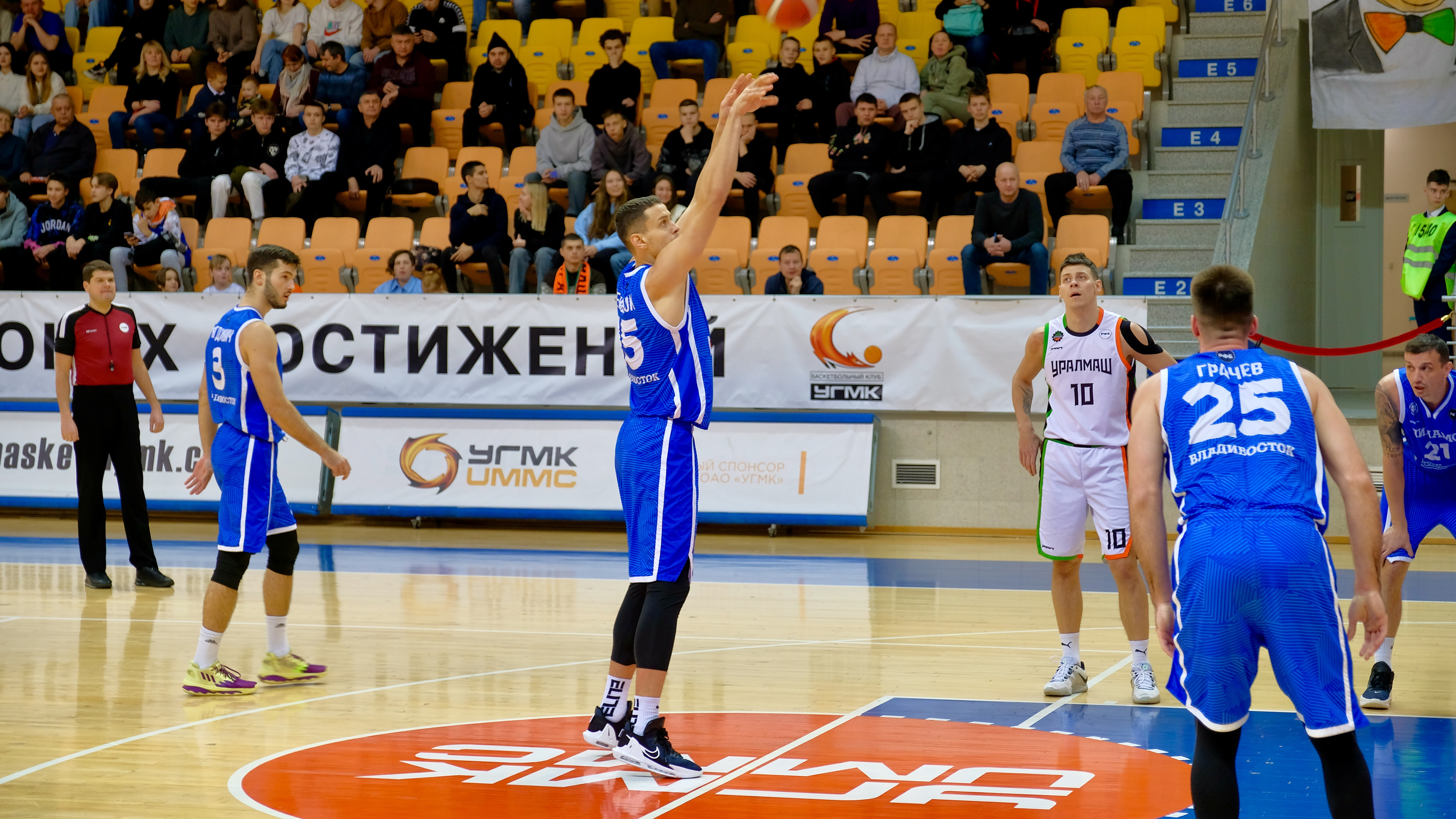
В составе Динамо

Александр Сергеевич Семенюк (бел. Аляксандр Сяргеевіч Семянюк; род. 14 сентября 1993, Гомель, Беларусь) — белорусский профессиональный баскетболист, играющий на позиции центрового.

## Карьера
Александр Семенюк — воспитанник гомельского баскетбола. Первый тренер — Анатолий Петрович Рогозенко. Проходил обучение в Республиканском государственном училище олимпийского резерва в Минске. Начинал игровую карьеру в клубе «Виталюр-РГУОР» в 2009 году и выступал в нём до расформирования в 2011 году. Играл за юношескую (U-16), юниорскую (U-18) и молодёжную (U-20) сборную Беларуси.
Сезон 2011/2012 начинал в клубе «Минск-2006», стал обладателем Кубка Беларуси, выступал в Единой лиге ВТБ. В феврале 2012 года переведен в фарм-клуб «Минск-2006-2», стал с ним бронзовым призёром чемпионата Беларуси.
В сезоне 2012/2013 выступал за команду «Цмоки-Минск-2». Признан лучшим молодым игроком чемпионата Беларуси. Периодически привлекался в команду «Цмоки-Минск» на матчи Единой лиги ВТБ.
Сезон 2013/2014 провёл в Гродно, выступал за клубы «Принёманье» (до декабря 2013 года) и «Гродно-93», стал серебряным призёром чемпионата Беларуси.
В 2014 году вернулся в «Цмоки-Минск», неоднократно выигрывал с ним чемпионат и Кубок Беларуси. Признан лучшим игроком чемпионата Беларуси-2016/2017 и лучшим центровым чемпионата Беларуси-2017/2018.
В июле 2019 года перешёл в российский баскетбольный клуб «Урал». В декабре обменян в «Восток-65».
В сезоне-2021/2022 выступал за российский клуб «Новосибирск».
В июле 2023 года Семенюк расстался с «Динамо» из Владивостока, где провел один сезон. В Суперлиге центровой в среднем оформлял 10,2 очка, по 0,4 передачи и перехвата, 3,5 подбора, 0,8 блок-шота.
По окончании сезона перешел в «Темп»-СУМЗ, став в его составе обладателем бронзовых медалей российской баскетбольной Суперлиги. Семенюк в среднем проводил на площадке чуть более 13 минут, набирал 5,9 очка, совершал 4,5 подбора и 0,9 блок-шота. 
По окончании сезона центровой вернулся в «Новосибирск». В регулярном чемпионате-2024/25 Семенюк во всех 38 матчах выходил в стартовой пятерке, в среднем набирая 11,5 очка, делая 6,5 подбора и 1,1 блока. По окончании сезона продлил контракт с клубом еще на один год.
По итогам сезона-2024/2025 назван лучшим центровым российской Суперлиги. Конкурентами Семенюка за это звание были Никита Иванов из клуба «Темп-СУМЗ», который стал победителем сезона Суперлиги, а также обладатель бронзы Владислав Шарапов. 
Является игроком сборной Беларуси по баскетболу с 2014 года.

## Достижения
- Чемпион Беларуси: 2014/2015, 2015/2016, 2016/2017, 2017/2018, 2018/2019
- Серебряный призёр чемпионата Беларуси: 2013/2014
- Бронзовый призёр чемпионата Беларуси: 2011/2012
- Бронзовый призёр Суперлиги: 2023/2024
- Обладатель Кубка Беларуси: 2011, 2014, 2015, 2016, 2018
- Серебряный призёр Кубка России: 2020/2021
- Бронзовый призёр Кубка России: 2019/2020